# Грид (спутник)
Грид — естественный спутник Сатурна. Его открытие было объявлено Скоттом Шеппардом, Дэвидом Джуиттом и Дженом Клина 7 октября 2019 года из наблюдений, проведённых в период с 12 декабря 2004 года по 22 марта 2007 года. Постоянное название ему было присвоено в августе 2021 года. 24 августа 2022 года он был назван в честь Грида, ётуна из скандинавской мифологии.
Диаметр Грида — около 4 км, большая полуось —  19 211 000 км, период обращения — 990,23 земных суток, обращается вокруг Сатурна с прямым направлением под наклоном 163,1° к плоскости эклиптики, эксцентриситет орбиты — 0,204.